# Bionychiurus
Genre
Bionychiurus est un genre de collemboles de la famille des Onychiuridae.

## Distribution
Les espèces de ce genre se rencontrent en zone paléarctique.

## Liste des espèces
Selon Checklist of the Collembola of the World (version du 27 septembre 2019) :
- Bionychiurus changbaiensis Sun & Wu, 2012
- Bionychiurus normalis (Gisin, 1949)
- Bionychiurus oblongatus (Lee & Park, 1986)
- Bionychiurus orghidani (Gruia, 1967)
- Bionychiurus qinglongensis Sun & Wu, 2014
- Bionychiurus yongyeonensis (Yosii, 1966)

## Publication originale
- Pomorski, 1996 : The first instar larvae of Onychiurinae - a systematic study (Collembola: Onychiuridae). Genus (Wroclaw), vol. 7, no 1, p. 1-102.